# (11940) 1993 GR
(11940) 1993 GR là một tiểu hành tinh vành đai chính. Nó được phát hiện bởi Seiji Ueda và Hiroshi Kaneda ở Kushiro, Hokkaidō, Nhật Bản, ngày 15 tháng 4 năm 1993.